# 불량채권

불량채권(不良債權, bad debt) 또는 대손(貸損)은 회수가 어려운 채권을 의미한다. 좁은 의미에서는 은행 등의 금융기관에서 볼 때, 돈을 빌려준(융자) 기업이 경영의 악화로 인해 도산하는 등의 이유로 회수가 어려울 가능성이 높은 자금(금융기관에서 본 채권)을 가리킨다.
기업이 보유하고 있는 채권은, 매 결산기마다 회수가 가능한지를 심사하여, 회수가 어려운 부분에 대해서는 대손충당금을 설정하여 비용으로 하거나(간접 처리), 회수가 불가능한 부분에 대해 감손(減損) 처리를 할(직접 처리) 필요가 있다. 이런 손실 처리를 한 결과, 이익이 줄어들거나 손실이 확대되어, 결과적으로 자기자본이 감소하는 경우로 귀결될 수 있다. 이러한 처리 방법은 회사법(계산규칙) 또는 기업 회계 원칙에 따라 규정되어 있으며, 국제 회계 기준에도 합치하고 있다.
일반적으로 경기불황이 되면, 돈을 빌려준 기업의 경영 상태가 악화되어 불량채권이 늘어나게 되므로, 이에 대처하기 위한 충당금이 불어나게 되어 이익을 압박하는 요인이 된다. 경기회복이 되면 돈을 빌려준 기업의 경영상태가 좋아져, 불량채권이 줄어들게 되므로, 충당금을 헐어 이익으로 하는 것이 가능해진다.
불량채권의 존재는 은행이나 대금업자의 대차대조표를 크게 훼손시키는 요인이 된다.

## 같이 보기
- 채무
- 금융재생 프로그램